# Pfriemenkressen
Pfriemenkressen (Subularia) sind eine sehr kleine Pflanzengattung aus der Familie der Kreuzblütengewächse (Brassicaceae). Die nur zwei Arten kommen in litoralen und aquatischen Lebensräumen vor.

## Beschreibung

### Vegetative Merkmale
Subularia-Arten wachsen als einjährige krautige Pflanzen und erreichen je nach Art Wuchshöhen zwischen 1,5 und 16,0 Zentimeter. Sie sind in Ufer- oder Gewässerbereichen (littoral oder aquatisch) anzutreffen. Alle Pflanzenteile sind kahl. Die Stängel sind aufrecht und unverzweigt.
Die nur in grundständigen Rosetten, nicht am Stängel verteilt angeordneten, haltbaren Laubblätter sind sitzend, also ohne Blattstiel gestaltet. Die einfache Blattspreite ist pfriemlich, woher sich auch der Gattungsname herleitet. Die Blattränder sind ganzrandig.

### Generative Merkmale
Die Blüten bei den Subularia-Arten stehen in lockeren oder etwas dichteren, sich bis zur Fruchtreife leicht bis deutlich verlängernden traubigen Blütenständen zusammen. Die Blütenstiele zeigen sich üblicherweise aufsteigend, selten sparrig, spreizend oder fast aufrecht und verlängern sich bis zur Samenbildung leicht oder beträchtlich.
Die zwittrigen Blüten besitzen eine doppelte Blütenhülle. Die grünen, eiförmig-länglichen Kelchblätter sind aufsteigend bis aufrecht. Die selten fehlenden Kronblätter sind weiß, schmal verkehrt-lanzettlich bis zungenförmig und geringfügig größer als die Kelchblätter. Die Staubblätter sind fast gleich gestaltet; deren Staubfäden zeigen basal keine Verbreiterung und die Staubbeutel sind eiförmig. Die zusammenfließenden Nektardrüsen sitzen der Basis der Staubfäden gegenüber. Es sind 4 bis 18 Samenanlagen pro Fruchtknoten vorhanden. Ein Griffel fehlt und die Narbe besitzt eine kopfige Gestalt.
Die kurz gestielten, glatten Schoten weisen eine verkehrt-eiförmige bis ellipsoide oder auch stielrunde und zylindrische Form auf. Die Klappen sind ohne Nervatur; der Plazentar-Rahmen (Replum) ist rundlich und die Scheidewand (Septum) vollständig ausgebildet. Die in zwei Reihen liegenden Samen sind leicht zusammengedrückt, länglich und nicht geflügelt. Wenn die Samenschale feucht ist, wird sie nicht zähschleimig.
Die Chromosomenzahl beträgt x = 14, 15.

## Systematik und Verbreitung
Die Gattung Subularia  wurde 1753 durch Carl von Linné in Species Plantarum, 2, S. 642 erstveröffentlicht. Sie gehört zur Tribus Cardamineae in der Familie Brassicaceae. Der Gattungsname Subularia leitet sich vom lateinischen Wort subula für Ahle oder Pfriem ab und bezieht sich auf die Blattform der Typusart Subularia aquatica L.
Die Gattung Subularia enthält lediglich zwei Arten:
- Pfriemenkresse (Subularia aquatica L.): Mit zwei Varietäten[4]:
  - Subularia aquatica var. aquatica in Grönland und dem nördlichen Eurasien inklusive Russland mit Ausläufern bis zu den Pyrenäen und den Gebirgen in Bulgarien[5].
  - Subularia aquatica var. americana (G.A.Mulligan & Calder) B.Boivin in einem Großteil Nordamerikas[6].
- Subularia monticola A.Br. ex Schweinf.: Ihre Heimat liegt im tropischen Afrika in Hochland-Regenwäldern, Mooren, ericoiden und alpinen Höhenstufen in Höhenlagen zwischen 2750 und 4750 Metern. Sie bildet Matten auf permanent feuchten Grund oder wächst seltener untergetaucht in Teichen.[2]